# أولاد إسماعيل (البركانيين)
أولاد إسماعيل هو دُوَّار يقع بجماعة البركانيين، إقليم الناظور، جهة الشرق في المملكة المغربية. ينتمي الدوّار لمشيخة البركانيين التي تضم 6 دواوير. يقدر عدد سكانه بـ 94 نسمة حسب الإحصاء الرسمي للسكان والسكنى لسنة 2004.

## روابط خارجية
- البوابة الوطنية للجماعات الترابية
- المندوبية السامية للتخطيط